# Jackie Sandler
Jackie Sandler, nata Jacqueline Samantha Titone (Coral Springs, 24 settembre 1974), è un'attrice statunitense.

## Biografia
Figlia di genitori divorziati, ha avuto un passato come modella prima di dedicarsi alla recitazione.

## Vita privata
È la moglie dell'attore Adam Sandler, che ha conosciuto sul set di Big Daddy - Un papà speciale del 1999, e con cui ha avuto due figlie: Sadie Madison Sandler, nata nel 2006 e Sunny Madeline Sandler, nata nel 2008.

## Filmografia

### Attrice

#### Cinema
- Waterboy, regia di Frank Coraci (1998)
- Big Daddy - Un papà speciale (Big Daddy), regia di Dennis Dugan (1999)
- Gigolò per sbaglio (Deuce Bigalow: Male Gigolò), regia di Mike Mitchell (1999)
- Little Nicky - Un diavolo a Manhattan (Little Nicky), regia di Steven Brill (2000)
- Otto notti di follie (Eight Crazy Night), regia di Seth Kearsley (2002)
- Duplex - Un appartamento per tre (Duplex), regia di Danny DeVito (2003)
- 50 volte il primo bacio (50 First Dates), regia di Peter Segal (2004)
- Gli scaldapanchina (The Benchwarmers), regia di Dennis Dugan (2007)
- Io vi dichiaro marito e... marito (I Now Pronounce You Chuck and Larry), regia di Dennis Dugan (2007)
- Racconti incantati (Bedtime Stories), regia di Adam Shankman (2008)
- Il superpoliziotto del supermercato (Paul Blart: Mall Cop), regia di Steve Carr (2009)
- Funny People, regia di Judd Apatow (2009)
- Un weekend da bamboccioni (Grown Ups), regia di Dennis Dugan (2010)
- Mia moglie per finta (Just Go with It), regia di Dennis Dugan (2011)
- Il signore dello zoo (Zookeeper), regia di Frank Coraci (2011)
- Indovina perché ti odio (That's My Boy), regia di Sean Anders (2012)
- Un weekend da bamboccioni 2 (Grown Ups 2), regia di Dennis Dugan (2013)
- Insieme per forza (Blended), regia di Frank Coraci (2014)
- The Ridiculous 6, regia di Frank Coraci (2015)
- The Do-Over, regia di Steven Brill (2016)
- Sandy Wexler, regia di Steven Brill (2017)
- Matrimonio a Long Island (The Week Of), regia di Robert Smigel (2018)
- Il padre dell'anno (Father of the Year), regia di Tyler Spindel (2018)
- Murder Mystery, regia di Kyle Newacheck (2019)
- La Missy sbagliata (The Wrong Missy), regia di Tyler Spindel (2020)
- Hubie Halloween, regia di Steven Briller (2020)
- Home Team, regia di Charles e Daniel Kinnan (2022)
- The Out-Laws - Suoceri fuorilegge (The Out-Laws), regia di Tyler Spindel (2023)
- Non sei invitata al mio bat mitzvah (You Are So Not Invited to My Bat Mitzvah), regia di Sammi Cohen (2023)
- Kinda Pregnant, regia di Tyler Spindek (2025)

#### Televisione
- The King of Queens – serie TV, episodio 9x08 (2007)
- Le regole dell'amore (Rules of Engagement) – serie TV, episodio 7x13 (2013)
- Marry Me – serie TV, episodio 1x16 (2015)
- The Goldbergs – serie TV, episodio 4x05 (2016)
- Kevin Can Wait – serie TV, 5 episodi (2016-2018)
- Real Rob – serie TV, episodio 2x02 (2017)

### Doppiatrice
- Hotel Transylvania, regia di Genndy Tartakovsky (2012)
- Leo, regia di Robert Marianetti, Robert Smigel e David Wachtenheim (2023)

## Doppiatrici italiane
Nelle versioni in italiano delle opere in cui ha recitato, Jackie Sandler è stata doppiata da:
- Paola Majano in Home Team, Non sei invitata al mio bat mitzvah
- Stefanella Marrama in Otto notti di follie
- Sara Ferranti in Mia moglie per finta
- Giò Giò Rapattoni in Matrimonio a Long Island
- Valentina Mari ne Il padre dell'anno
- Giorgia Brasini ne La Missy sbagliata
- Mattea Serpelloni in The Out-Laws - Suoceri fuorilegge

Da doppiatrice è sostituita da:
- Francesca Fiorentini in Hotel Transylvania